# 더블: 달콤한 악몽
《더블: 달콤한 악몽》(영어: The Double)은 2013년 공개된 영국의 영화이다. 표도르 도스토옙스키의 동명의 소설을 바탕으로 제작되었다. 

## 출연

### 주연
- 제시 아이젠버그
- 미아 와시코브스카

### 조연
- 월리스 쇼운
- 라드 세르베드지야
- 캐시 모리어티
- 노아 테일러
- 젬마 찬
- 야스민 페이지
- 나탈리 콕스
- 필리스 소머빌
- 제임스 폭스
- 존 코케스
- 크레이그 로버츠
- 수잔 블로마에르트
- 브루스 바이론
- 토니 로어
- 팀 키
- 토머스 모리슨
- 샐리 호킨스
- 크리스토퍼 모리스
- 크리스 오다우드
- 키어스턴 워레잉
- 패디 콘시딘
- 제니 골드

## 기타
- 공동제작: 앤디 스텝빙
- 조감독: 마틴 커리
- 조감독: 잭 라벤스크로프트
- 사운드슈퍼바이저: 제임스 펠담
- 미술: 데이빗 크랭크
- 세트: 바바라 허먼-스켈딩
- 특수효과: 마크 홀트
- 시각효과: 맷 클라크
- 분장: 잔 스웰
- 분장팀: 맬렛 말렛
- 의상: 재클린 듀런
- 배역: 더글러스 아이벨
- 배역: 카렌 린제이 스튜어트